# Epirhyssa silvatica
Epirhyssa silvatica là một loài tò vò trong họ Ichneumonidae.